# Diadema setosum
Il riccio diadema (Diadema setosum (Leske, 1778)) è un riccio marino che vive nell'Oceano Indiano e in quello Pacifico.
Il riccio diadema si sta diffondendo rapidamente nel Mediterraneo orientale (2021), soprattutto lungo la costa della Turchia e le isole del Dodecaneso.
Si cominciano a vedere i primi esemplari anche nelle acque della Sicilia. Trattandosi di una specie invasiva è prevedibile un aumento esponenziale nei prossimi anni in tutto il Mediterraneo .

## Descrizione
È un grande riccio di mare nero, molto diffuso nei mari tropicali. Il suo corpo è abbastanza piccolo e non supera i 10 cm, ma i suoi aculei sono estremamente lunghi, e misurano fino a 30 cm. Le spine più corte sono munite di ghiandole velenose. Sulla faccia superiore, la teca presenta cinque punti bianchi uniti da delle linee iridescenti che formano una stella blu. Il suo ano forma una sfera prominente in cima al corpo, facilmente riconoscibile grazie all'anello arancione.
Somiglia a una specie analoga dei Caraibi, il Diadema antillarum, detto "diadema dei Caraibi".

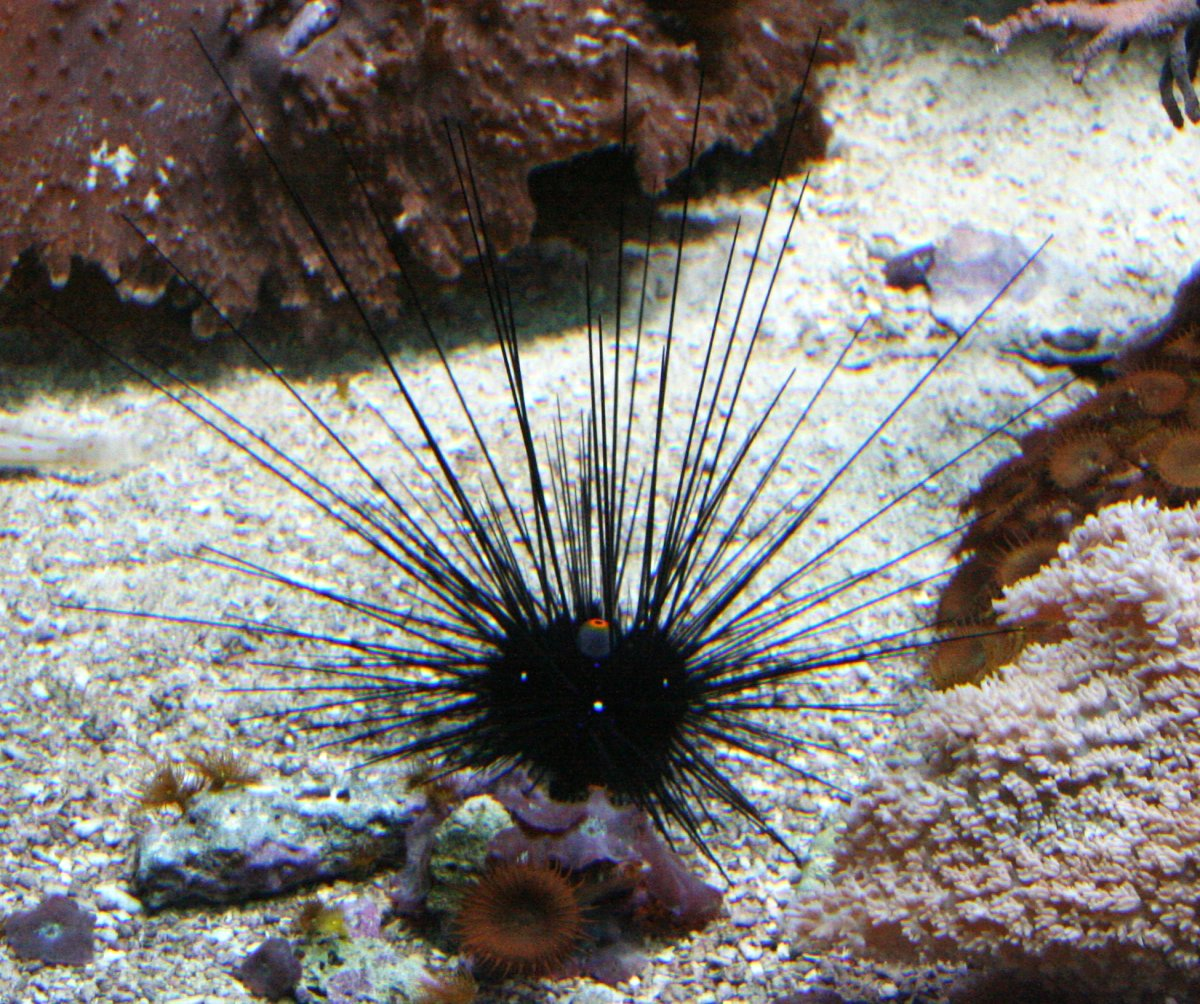
Aspetto generale.
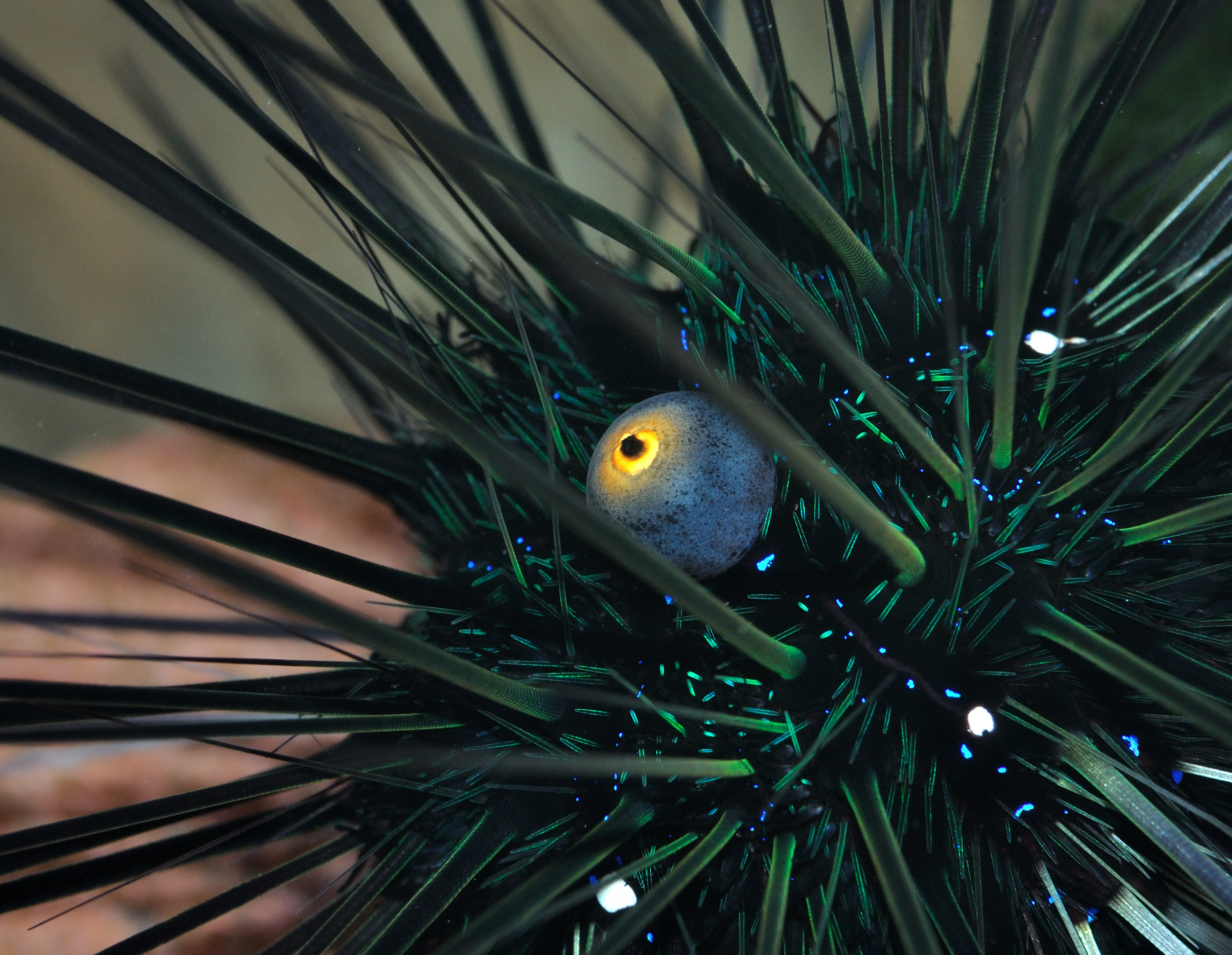
Dettaglio della papilla anale, caratteristica della specie.
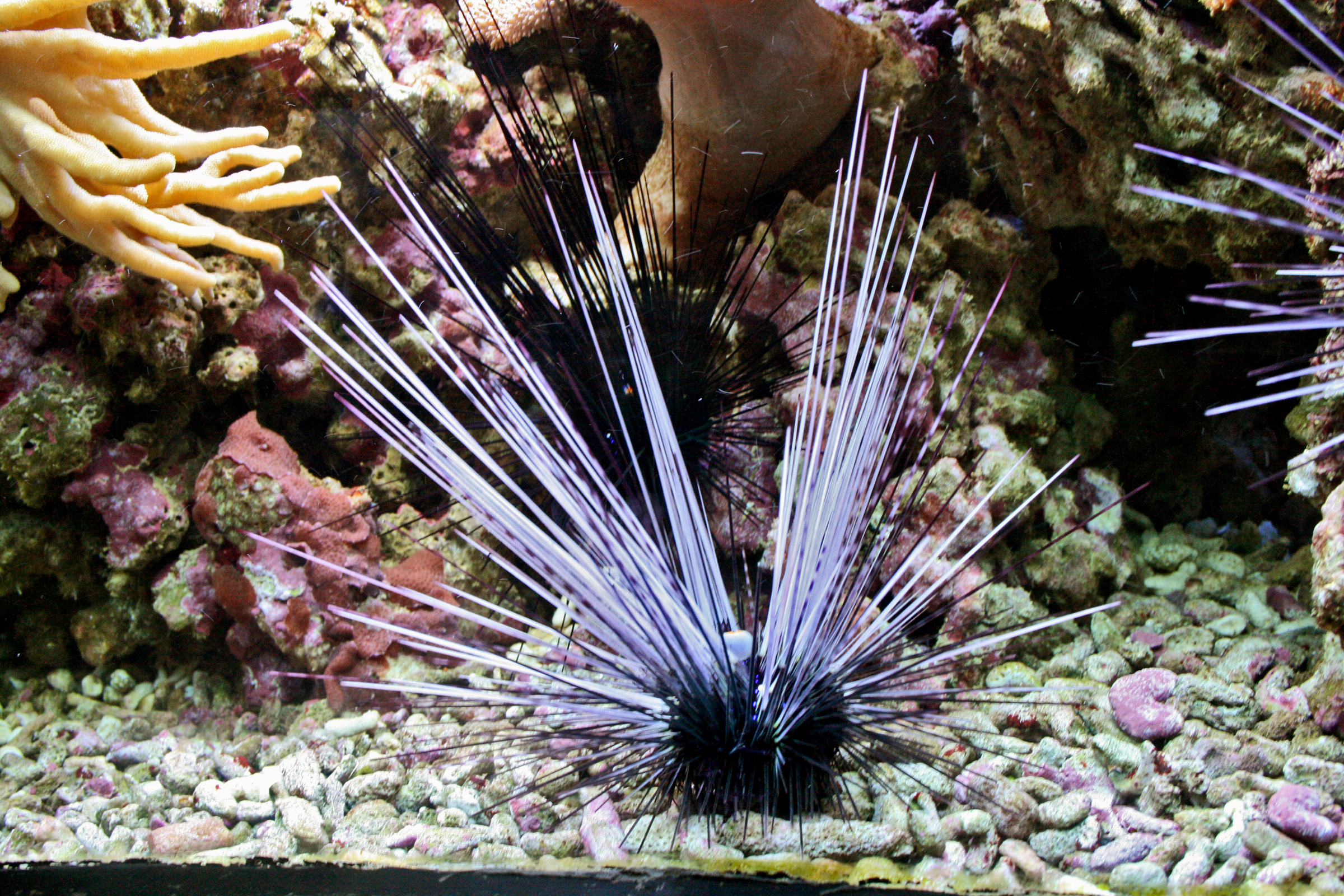
Esemplare con le spine bianche.

## Distribuzione e habitat

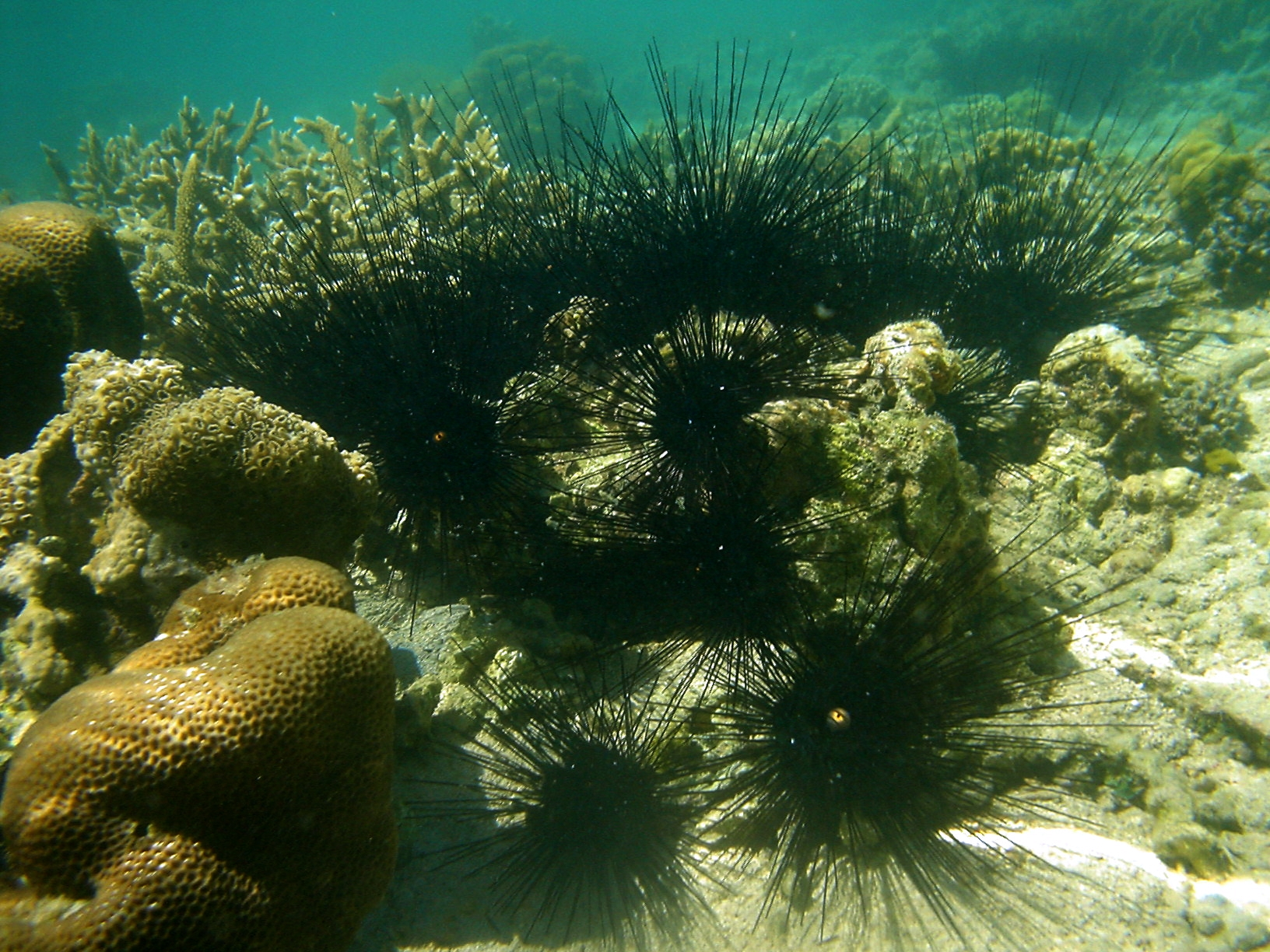
Il riccio di mare diadema è volentieri gregario.

Il riccio diadema è diffuso nell'Indo-Pacifico ad una profondità massima di circa 70 metri, ma di solito tra i 10 ed i 30 metri. Il suo areale si estende dalle coste dell'Africa alle Hawaii ed alle acque australiane. Viene trovato nelle lagune, spesso in zone con fondo di sabbia o ciottoli e nelle barriere coralline. Talvolta questa specie forma aggregazioni numerose.